# Otto Speck
Otto Speck (* 25. März 1926 in Rennersdorf, Provinz Oberschlesien; † 11. April 2023 in München) war ein deutscher Sonderpädagoge und Hochschullehrer, der einen wesentlichen Einfluss auf die Geistigbehindertenpädagogik und Heilpädagogik hatte.

## Leben und Wirken
Otto Speck wuchs in einem bürgerlich-katholischen Elternhaus in Oberschlesien auf. Sein Vater war Zollbeamter. Speck besuchte das Gymnasium in Gleiwitz, das er noch vor dem Abitur verließ, um sich freiwillig zur Kriegsmarine zu melden und so dem Einsatz an der Ostfront zu entgehen. Am 27. Februar 1944 beantragte Speck die Aufnahme in die NSDAP und wurde zum 20. April desselben Jahres aufgenommen (Mitgliedsnummer 9.999.520).
Nachdem er aus der Kriegsgefangenschaft entlassen worden war, kam Speck 1945 nach München, wo er einen Abiturientenlehrgang besuchte, durch den er bereits nach einem Jahr Lehrer werden konnte. Er war zunächst als Lehrer und Gruppenleiter am Münchner Waisenhaus tätig und initiierte dort die erste Heimzeitschrift Unser Heim.
Mit seiner Arbeit „Kinder erwerbstätiger Mütter: Eine empir.-pädag. Tatbestandsaufnahme und ihre Deutung“ (Schlüsselkinder) wurde er 1955 an der Ludwig-Maximilians-Universität München zum Dr. phil. promoviert. Von 1964 bis 1971 war er Leiter der Ausbildung der Sonderschullehrer am Staatsinstitut für die Ausbildung der Lehrer an Sonderschulen in München. 1970 ging dieses Institut zunächst in die Pädagogische Hochschule München und 1972 in die Universität München über. Dort übernahm Speck den neu geschaffenen Lehrstuhl für Sonderpädagogik der Fakultät für Erziehungswissenschaften der Ludwig-Maximilians-Universität München. In den 1980er Jahren war er hier Vizepräsident.
Seine wissenschaftlichen Forschungsschwerpunkte lagen im Bereich der Allgemeinen Heilpädagogik, der schulischen Integration und der Frühförderung behinderter Kinder sowie in den Bereichen der ambulanten Helferdienste, der Elternarbeit und der Qualitätsentwicklung.
„Prof. Dr. Otto Speck hat sich bundes-, ja weltweit einen Namen ursprünglich im Bereich der Sonderpädagogik gemacht und er wurde immer mehr zu einem offensiven Vertreter einer realistischen Inklusionspädagogik. Noch immer wird bundesweit die bayerische Frühförderung bewundert. Sie ist von Otto Speck auf den Weg gebracht worden. Seine Lehrbücher sind für viele Studierenden-Generationen wegweisend gewesen.“
Otto Speck verstarb am 11. April 2023 im Alter von 97 Jahren in München.

## Veröffentlichungen (Auswahl)
- Gründer der Zeitschrift Frühförderung interdisziplinär (Verlagsinfo (Memento vom 14. August 2012 im Internet Archive))
- Die Ökonomisierung sozialer Qualität. Zur Qualitätsdiskussion in Behindertenhilfe und Sozialer Arbeit. Ernst Reinhardt Verlag, München 1999, ISBN 3-497-01502-4.
- System Heilpädagogik: eine ökologisch reflexive Grundlegung. Ernst Reinhardt Verlag, München 2008, ISBN 978-3-497-01998-4.
- Schulische Inklusion aus heilpädagogischer Sicht. Ernst Reinhardt Verlag,  München 2011, ISBN 978-3-497-02229-8.
- Menschen mit geistiger Behinderung. Ein Lehrbuch zur Erziehung und Bildung. 13. Auflage, Ernst Reinhardt Verlag, München 2012, ISBN 978-3-497-02832-0.
- Dilemma Inklusion: wie Schule allen Kindern gerecht werden kann. Ernst Reinhardt Verlag, München 2019, ISBN 978-3-497-02891-7.

## Ehrungen und Auszeichnungen (Auswahl)
- 1986: Bayerischer Verdienstorden
- 1991: Großes Verdienstkreuz des Verdienstordens der Bundesrepublik Deutschland[11]
- 1995: Bayerischer Maximiliansorden für Wissenschaft und Kunst[12]
- 2012: ConSozial Wissenschaftspreis in der Kategorie Lebenswerk[10]